# Doropygus molgulensis
Doropygus molgulensis är en kräftdjursart som beskrevs av Arthur Sperry Pearse 1952. Doropygus molgulensis ingår i släktet Doropygus och familjen Notodelphyidae. Inga underarter finns listade i Catalogue of Life.